# پرینسس دافنه
پرینسس دافنه (به انگلیسی: Princess Daphne) یک کشتی است که طول آن 162.3 meters می‌باشد.